# Pamphalea
Pamphalea es un género de plantas con flores de la familia Asteraceae de América del Sur.

## Taxonomía

### Historia
El género fue descrito por primera vez por el naturalista español Mariano Lagasca en 1811, quien lo deletreó Panphalea. El botánico suizo Augustin Pyrame de Candolle corrigió la ortografía a Pamphalea en 1812, y esa ortografía ha sido generalmente aceptada.

### Especies
La especie tipo es: Panphalea commersonii
- Pamphalea araucariophila Cabrera - Rio Grande do Sul, Santa Catarina
- Panphalea bupleurifolia Menos. - Uruguay, Brasil (Rio Grande do Sul), Argentina (Buenos Aires, Corrientes, Entre Ríos)
- Pamphalea cardaminifolia Menos. - Rio Grande do Sul, Santa Catarina
- Pamphalea commersonii Cass. - Rio Grande do Sul, Paraná, Uruguay
- Pamphalea heterophylla Menos. - Rio Grande do Sul, Uruguay, Buenos Aires, Corrientes, Entre Ríos, Misiones
- Panphalea maxima Menos. - Rio Grande do Sul, Santa Catarina, Uruguay
- Pamphalea missionum Cabrera - Rio Grande do Sul, Corrientes, Paraguay, Misiones
- Pamphalea ramboi Cabrera - Río Grande del Sur
- Pamphalea smithii Cabrera - Rio Grande do Sul, Paraná, Santa Catarina
- Pamphalea tenuissima C. Trujillo, Bonif. & E. Pasini